# Chheng Phon
Chheng Phon, né en 1930 dans la province de Kompong Cham et mort le 22 décembre 2016, est un artiste cambodgien qui a été ministre de l’information et de la culture au début des années 1990.

## Biographie
Chheng Phon fait ses études à l’université normale nationale. Après avoir étudié en Chine, il enseigne comme professeur à l’université royale d’art de Phnom Penh. Il a occupé le poste de président de l'association des artistes khmers.
Il est un dramaturge représentatif du Cambodge et également professeur d’étude de l’art antique. Il est aussi scénariste, metteur en scène, et comédien. Il développe la restauration de la culture traditionnelle dans les villages qui ont été détruits pendant la guerre. 
Il se consacre à la formation des spécialistes qui se dévouent à la restauration des biens culturels. 

## Distinctions
- Prix de la culture asiatique de Fukuoka 1997